# Юпка (Румунія)
Юпка (рум. Iupca) — село у повіті Мехедінць в Румунії. Входить до складу комуни Бала.
Село розташоване на відстані 260 км на захід від Бухареста, 30 км на північний схід від Дробета-Турну-Северина, 96 км на північний захід від Крайови.

## Населення
За даними перепису населення 2002 року у селі проживала 171 особа, усі — румуни. Усі жителі села рідною мовою назвали румунську.